# Centro de Investigaciones Hidráulicas
El Centro de Investigaciones Hidráulicas (CIH) es un centro de investigaciones en ramas de la ciencia y la ingeniería relativas a la hidráulica. Está adscrito a la Facultad de Ingeniería Civil de la Universidad Tecnológica de La Habana José Antonio Echeverría, en Cuba y es rector de la carrera de Ingeniería Hidráulica en Cuba

## Inicios
El CIH fue fundado en diciembre de 1969 a partir del Departamento de Hidráulica de la entonces Escuela de Ingeniería Civil, Facultad de Tecnología, Universidad de La Habana, como parte de la política emprendida por esta Universidad para dar respuesta a las tareas derivadas del llamamiento de Fidel Castro Ruz ante la necesidad de universalizar la Educación Superior en Cuba, saliendo de sus sedes académicas y poniendo a profesores y estudiantes en función del desarrollo del país.
Aunque varios años antes de su fundación, ya funcionaba, el Laboratorio de modelos hidráulicos, dedicado a la investigación del funcionamiento de obras hidráulicas mediante la construcción de modelos físicos a escala reducida, en colaboración, y por encargo del Instituto Nacional de Recursos Hidráulicos(INRH) de Cuba. 
Su actividad científico-técnica se sustenta mediante proyectos de investigación básica y aplicada, desarrollados con recursos propios o conjuntamente con otras instituciones nacionales e internacionales. 

## Antecedentes y construcción
El principal proyectista de la obra fue el Dr. Diosdado Pérez Franco y un conjunto de ingenieros soviéticos, tanto para la etapa de proyecto como para el entrenamiento de los profesores que harían uso de las instalaciones.
Las instalaciones del CIH incluyendo el equipamiento, hasta lo construido en 1975 tuvo un costo de $1 000 000,00 CUP, financiado por la universidad y $600 000,00 USD para la adquisición del equipamiento del laboratorio de modelos físicos, financiado por el Instituto Nacional de Recursos Hidráulicos
En las cifras anteriores no se incluye el costo de la mano de obra de las grandes terminaciones de 1974 – 1975, ni el costo del desmontaje, traslado e instalación de los equipos que estaban en el viejo laboratorio de hidráulica en la Universidad de La Habana  hacia las nuevas instalaciones del CIH, todo ello financiado por el gobierno cubano, lo cual contó la atención directa de Celia Sánchez Manduley respondiendo al encargo directo de Fidel Castro Ruz.

## Estructura
El área total del CIH abarca 22 500 m², e incluye:
- Departamento docente,
- Laboratorios docentes y de investigación en los temas de Ingeniería Hidráulica y sanitaria,
- Área cubierta para modelos físicos de obras hidráulicas,
- Área exterior de grandes extensiones para modelos físicos de obras marítimas y costeras,
- Teatro,
- Centro de cálculo,
- Buró de información científico técnica,
- Aulas, talleres, áreas de estar y estacionamiento.

El personal comprende:
- Director
- Subdirector de investigaciones
- Jefe de departamento de Ingeniería Hidráulica
- Administrador
- Profesores e investigadores
- Técnicos y obreros

## CIH. Centro Rector de la Ingeniería Hidráulica
La Cujae, a través del CIH, es el centro rector de la carrera de Ingeniería Hidráulica en el país, primera en ser acreditada de excelencia en el país en el campo de las Ciencias Técnicas en el año 2004. El programa de maestría de Ingeniería Hidráulica, surgido en 1995, fue el primer programa cubano de posgrado acreditado en el extranjero en la Asociación Universitaria Iberoamericana de Posgrado (AUIP) en julio de 1997, en el Programa Hidrológico Internacional  (PHI) de la UNESCO  en junio de 1998  y en el Programa de Mejoramiento de Profesores de México  (PROMEP) de México en octubre de 1999. 
También recibió Mención de Honor a la Calidad del Posgrado otorgada por la AUIP en el año 2002, por primera vez en la historia de la AUIP. Fue el primero en acreditarse de excelencia en Cuba en la rama de Ciencias Técnicas en septiembre de 2000. 
En el año 2018 se finaliza el programa de maestría existente y se crea el Programa actual de maestría: Ingeniería del Agua. 
También existe un Programa de Formación de Doctores, acreditado en 2009 por la Junta de Acreditación Nacional del MES. Desde 1998 el CIH es Centro Interamericano de Recursos del Agua (CIRA) de la Organización Universitaria Interamericana

### Principales líneas de Investigación-desarrollo
- Manejo integral de los recursos hídricos
- Modelación física y matemática de sistemas hidráulicos
- Selección y operación de equipos hidráulicos
- Sistemas de tratamiento de aguas para consumo y aguas residuales
- Modelación física y matemática de obras costeras y marítimas

### Grupos de investigaciones científicas
- Hidrología superficial
- Aguas subterráneas
- Hidráulica marítima
- Obras y construcciones hidráulicas
- Redes hidráulicas
- Ingeniería sanitaria y ambiental
- Máquinas hidráulicas
- Instrumentación y sistemas de medición

### Relaciones Internacionales
El CIH mantiene relaciones con numerosas universidades e importantes organizaciones internacionales relacionadas con el mundo del agua, tales como el Institute for Water Education, UNESCO-IHE, Delft, Holanda, y el Instituto Mexicano de Tecnología del Agua (IMTA).
Por países, las actividades desarrolladas han sido:
- Checoslovaquia, Brasil, Bulgaria, Canadá, España, Holanda, India, Inglaterra, México, Noruega, Perú, Rusia y Suecia: Formación posgraduada y doctoral
- Alemania: Intercambio de estudiantes y proyectos de investigación
- Argentina: Intercambio académico
- Italia: Intercambio académico, eventos y proyectos de investigación (Universidad de Salerno (UNISA))
- Inglaterra: Intercambio académico, eventos y proyectos de investigación (Laboratorio de Obras Costeras y Marítimas de Wallingford)
- Bolivia: Formación posgraduada (Universidad Autónoma Juan Misael Saracho (UAJMS) de Tarija, Universidad Técnica de Oruro (UTO) de Oruro, Universidad Autónoma Tomás Frías (UATF) de Potosí). Diseño y construcción de laboratorios y proyectos de investigación en la UAJMS.
- Brasil: Formación pre y posgraduada. Formación doctoral (Universidad de Sao Paolo (USPI). Diseño y construcción de laboratorios (UNICSUL)
- Canadá: Intercambio académico con la Universidad Laval
- Colombia: Edición de libros y formación posgraduada
- Chile: Formación posgraduada
- Ecuador: Formación de pregrado y posgraduada
- Holanda: Formación posgraduada, intercambio de estudiantes y proyecto de investigación
- México: Formación posgraduada, Maestrías en Ingeniería Hidráulica y Formación Doctoral, proyectos de Investigación en ocho universidades (Universidad Autónoma de Baja California (UABC), Universidad Autónoma de México (UAM), sede Xochimilco, Universidad Autónoma de Zacatecas (UAZ), etc.) Automatización y diseño de laboratorios en la Universidad de Chapingo del estado de México
- Nicaragua: Formación en pregrado y posgrado
- Noruega: Investigación conjunta e Intercambio de estudiantes de pregrado y postgrado
- Panamá: Formación de pregrado y proyecto internacional sobre autoevaluación de las universidades
- Perú: Formación posgraduada, asesoría en diseño curricular y maestría en Ingeniería Hidráulica
- Sri Lanka: Misión de trabajo
- Suecia: Proyecto de investigación, impartición de asignatura de pregrado (en Suecia) e intercambio de estudiantes.
- Venezuela: Formación Doctoral (en Cuba), maestría en Ingeniería Hidráulica y asesoría en diseño de laboratorios (Universidad Nacional Experimental Francisco de Miranda (UNEFM) en Venezuela).
- Continente africano: formación en Cuba para pregrado, posgrado y doctorados de Malí, Etiopía, Níger, Burquina Faso, Angola, Arabia Saudita, República Saharaui Democrática y Popular.
- ONU  y sus organismos: participación en el Comité Nacional del Programa Hidrológico Internacional (CONAPHI), proyectos de investigación con UNICEF  y OPS- OMS  y superación posgraduada, Taller con el PNUMA  sobre acuíferos costeros en el Caribe Insular.

### Trabajo científico - técnico
El trabajo científico- técnico del CIH no se limita al desarrollo de innovaciones tecnológicas.  Desde sus primeros tiempos el CIH realiza gran cantidad de actividades de apoyo directo a la producción.  En el espectro de trabajo científico del CIH es amplio porque abarca todas las disciplinas de la ingeniería hidráulica.  Esta política se sustenta en el hecho de que el CIH fue hasta el curso 1991 -1992, el único lugar donde se estudiaba la carrera. 
La actividad de innovación, se desarrolla en ocho campos de acción específicos:
- Modelos físicos de obras hidráulicas
- Tecnología para el estudio de acuíferos subterráneos
- Riego y drenaje
- Laboratorios docentes
- Equipos y dispositivos
- Ingeniería sanitaria y ambiental
- Electrónica e informática
- Ingeniería costera y marítima

#### Modelos físicos de obras hidráulicas
El Laboratorio de Modelos Hidráulicos surgió en 1962 mediante un acuerdo entre el Comandante Faustino Pérez, Presidente del Instituto Nacional de Recursos Hidráulicos (INRH) y Diosdado Pérez Franco, Decano de la Facultad de Tecnología de la Universidad de La Habana (UH).
Inicialmente comenzó sus trabajos en las instalaciones del Departamento de Hidráulica en la Universidad de La Habana hasta su posterior traslado a las instalaciones, mucho más amplias, del propio Departamento en la CUJAE entre 1968 - 1972.  Este traslado fue acompañado de una considerable inversión en equipamiento que hizo que, en ese tiempo, este laboratorio se ubicara entre los mejores de la América Latina.
El aspecto científico asociado con la imprescindible modelación física de las obras fue asignado a la Universidad, donde también se contó en sus inicios con asesoría de especialistas soviéticos. Este acuerdo disponía que todas las obras hidráulicas (vertedores, obras de toma, etc.) de alguna importancia debían ser sometidas a investigación mediante modelos a escala reducida como requisito indispensable para que fuera aprobado el proyecto para su ejecución.
Desde sus inicios y hasta 1985, este Laboratorio pertenecía administrativamente al INRH y en él laboraba personal profesional, técnico y obrero del INRH de manera conjunta con personal del CIH. En 1985 se acordó traspasar todo el personal y la responsabilidad administrativa al CIH, aunque se mantuvo, como siempre, que el abastecimiento material para el desarrollo de los modelos estaba a cargo del INRH.
Por limitaciones de espacio, en la etapa inicial de la Universidad de La Habana, el Laboratorio sólo pudo investigar pocos modelos, pero una vez que se trasladó a la CUJAE en 1975, se desarrolló un intenso trabajo de modelación hasta los inicios de la década de los 90, que alcanzó la cifra de más de 140 modelos estudiados de otras tantas obras que fueron ejecutadas posteriormente y puestas en explotación en el país.
En todo este periodo, el Laboratorio fue escenario y taller de numerosas tesis de ingeniería (pregrado), de maestría y de doctorado.
El Laboratorio de Obras Costeras, una extensión del anterior, fue construido y terminado de instalar entre 1988- 1990 en la explanada a cielo abierto llamada la Plaza Hidráulica, ubicada a un costado del CIH.  Ya desde 1982 existía dentro del laboratorio docente del CIH un pequeño canal con generación de oleaje regular. Posteriormente en 1989 se construyeron un generador de oleaje regular en el canal existente en la plaza y otro generador de olas regulares en tres dimensiones al centro de la plaza, con cierto nivel de equipamiento que, entre otras posibilidades, contó con sensores, emisión, captación y procesamiento de las señales en computadora, todos ellos desarrollados por especialistas del CIH.
En las décadas del 90 y del 2000, se realizaron algunos trabajos de modelación física de obras costeras y marítimas, como han sido la modelación de pedraplenes (por ejemplo, el de Cayo Santa María), verdaderas vías de comunicación sobre el mar, y estudios de diferentes variantes de protección de playas (por ejemplo, Varadero), marinas y del Malecón de La Habana.

#### Tecnología para el estudio de acuíferos subterráneos
Entre mediados y fines de la década del 70 comenzaron en el CIH los trabajos relativo a la cuantificación, manejo y conservación de los recursos del agua subterránea. En 1978 ya se disponía de un programa para el flujo permanente (estacionario) y en 1983  se completó la primera versión del programa AQÜIMPE, capaz de simular el flujo bidimensional variable en el tiempo como iniciativa interna basada en el conocimiento de lo que se hacía en el primer mundo. En 1984  se realizó la primera aplicación a un acuífero real.
La tecnología ha ido gradualmente elevando su potencial con la inclusión de la simulación de acuíferos costeros, frecuentes en Cuba, y con la posibilidad de simular la interacción con cuerpos de agua superficiales como lagos o embalses. En 1992  se defendió el primer doctorado a partir de esta tecnología.  En total se han hecho ocho doctorados en esta rama.  Incontables son las tesis de maestría y de ingeniería (pregrado) defendidas con éxito en los últimos 25 años. 
Se terminó una versión sobre Windows  que ha incorporado otros avances como la calibración automática, la discretización automática, el tratamiento de problemas locales y la vinculación con los [[Sistemas de Información Geográfica (SIG).  Se trabaja actualmente en la automatización de la gestión de acuíferos.

#### Riego y drenaje
Desde el año 1968 y hasta principios de la década de los 90 se trabajó en la actividad de riego y drenaje en apoyo al desarrollo agrícola en Cuba.  El período más intenso fue la década del 70 y principios de los 80. Muchos de estos trabajos fueron de apoyo directo a la producción por solicitudes concretas en las actividades de riego de pasto, café, cultivos varios, etc.
Hubo también una gran actividad en el riego y el drenaje de la caña, su zonificación, las formas de organización y explotación de diferentes técnicas incluidas la de aspersión y el riego localizado. Se hicieron evaluaciones de bombas, tuberías y aspersores para riego, de máquinas de riego y se elaboraron numerosos informes e instructivos de aplicación práctica.  Se realizaron asesorías a las Direcciones de Riego de varias provincias. La inmensa mayoría de estos trabajos se aplicaron en la práctica. Fueron tiempos en los que el gobierno cubano hacia grandes inversiones para desarrollar la actividad de riego e incrementar la producción agrícola y la fuerza técnica no era abundante.
En muchos de estos trabajos había contenido científico y, de hecho, se hicieron evaluaciones de laboratorio, tanto en las instalaciones techadas del CIH como en la Plaza Hidráulica. También se hicieron numerosas evaluaciones directamente en el campo.  En esta rama de la hidráulica se hicieron cuatro tesis de doctorado, varias tesis de maestría y numerosas tesis de ingeniería (pregrado). Resultados de esta intensa actividad científico-técnica fueron numerosas publicaciones, presentaciones en eventos nacionales e internacionales e inclusive la obtención de 3 patentes.
Esta actividad fue también declinando luego de que el Ministerio de la Agricultura creó su propio Instituto de Investigaciones de Riego, actual Instituto de Investigaciones de Ingeniería Agrícola a mediados de la década de los 80 y también debido a la aparición del Período especial en Cuba.

#### Laboratorios docentes
Hasta el momento se han brindado importantes asesorías y se han concluido trabajos referentes a usos de laboratorios en la enseñanza de la hidráulica en:
- El Laboratorio de Hidráulica de la Universidad Autónoma Chapingo, México, para el montaje de sistemas computacionales para la adquisición y procesamiento de la base informativa proveniente de los equipos que forman el laboratorio existente.
- El Laboratorio de Mecánica de los fluidos de la Universidad Simón Bolívar, Venezuela, en el diseño de las instalaciones.
- El Laboratorio de Hidráulica de la Universidad UNICSUL de Sao Paulo, Brasil, en el diseño, construcción, montaje y puesta en marcha de las instalaciones.
- El Laboratorio de Hidráulica de la Universidad “Juan Misael Saracho”, Bolivia, en el diseño, construcción, montaje y puesta en marcha de las instalaciones.
- El laboratorio de Hidráulica de la Universidad Autónoma de Baja California, México, en el diseño de las instalaciones.

Con vista a ampliar las posibilidades de uso de laboratorios a otras universidades cubanas que no cuentan con recursos para financiar un laboratorio real, e incluso para aquellas que ya lo tienen y desean enriquecer la docencia de pregrado y educación continua con herramientas provenientes de las TIC, el CIH creó hace varios años, por iniciativa propia, un laboratorio virtual con 22 prácticas docentes: MultiH.Virtual, herramienta de alto valor tecnológico y pedagógico ya que permite ejecutar un mismo experimento con una variedad de alternativas tales que ninguna instalación real podría superar. Además, un proceso virtual puede ejecutarse en cualquier lugar y en cualquier momento, solo con la tenencia de una PC. 
MultiH.Virtual se ha aplicado en:
- Facultades de Ingeniería Civil, Mecánica y Química.CUJAE
- Universidad de Ciego de Ávila
- Universidad de Oriente
- Universidad Técnica de Oruro, Bolivia
- Universidad Autónoma Tomas Frías, Potosí, Bolivia
- Universidad Orden & Método, República Dominicana
- Universidad Autónoma de Yucatán, México
- Universidad Nacional Experimental “Francisco de Miranda”, Falcón, Venezuela.

En la actualidad los laboratorios virtuales se han ampliado para abarcar prácticas de los campos de Ingeniería Civil, Química y Mecánica llegando a un total de 40 prácticas terminadas.

#### Equipos y dispositivos
Desde 1972 el CIH comenzó a evaluar equipos y dispositivos relacionados con las aplicaciones en la Hidráulica.  Apoyándose en los laboratorios de evaluación de aspersores y equipos de riego y el laboratorio de evaluación de equipos de bombeo, así como en los laboratorios docentes de Hidráulica se han ensayado:
- Bombas verticales y horizontales a los Ministerios de la Agricultura, del MINAZ, de la Empresa Cuba Hidráulica y de Empresas de cultivo de cítricos.
- Aspersores y accesorios de las fábricas cubanas de Cienfuegos y Manzanillo  pertenecientes al SIME, de la Empresa Cubahidráulica y elementos fabricados en el MINAGRI y MINAZ.
- Prototipos de accesorios para fuentes ornamentales y se diseñaron e instalaron fuentes en ExpoCuba, en varios municipios del país, en la Quinta de los Molinos y en algunos organismos de la OACE.

#### Ingeniería Sanitaria y Ambiental
Dentro de este campo se ha venido trabajando en el CIH prácticamente desde su creación en 1969. Numerosos trabajos de investigación científica y de asesoría a la producción en las áreas de abastecimiento de agua potable y del tratamiento de residuales domésticos e industriales se han realizado a lo largo de sus más de 50 años.
Se ha trabajado en los Sistemas de Tratamiento Naturales (SFS), en especial los humedales y en otros temas de impacto como las llamadas ecotecnologías (proyecto Habana Ecópolis: la ciudad sustentable), la construcción del edificio de cero emisión, este último financiado por PNUD y la Universidad Agrícola de Noruega, y todo lo relacionado con el abasto de agua y saneamiento de pequeños grupos poblacionales, comunidades rurales, periurbanas y de montaña. También deben mencionarse los estudios de los procesos para desalinizar agua de mar y agua salobre.
Se han hecho trabajos relacionados con las redes de abasto, alcantarillado sanitario y pluvial, plantas enteras y componentes para potabilización de agua para consumo humano y para el tratamiento de aguas residuales domésticas e industriales, incluyendo varios de aplicación interna en la CUJAE.  También se ha trabajado en el desarrollo de normas e indicadores aplicables a las condiciones de Cuba y de otros países de clima similar. Se han ejecutado también estudios de contaminación y de impacto ambiental.
Actualmente se desarrolla un importante proyecto con financiamiento del Institute for Water Education, UNESCO-IHE, Delft, Holanda, con un significativo impacto social al incluir a varios organismos y entidades afines a esta área del conocimiento.

#### Electrónica e Informática
Desde el año 1982 y como resultado de la evaluación de modelos de obras costeras y marítimas a escala reducida, se introduce las aplicaciones de la electrónica a la labor investigativa. Debido a los altos precios en el mercado mundial de los sensores y otros aditamentos necesarios para implementar las mediciones en suslaboratorios, el CIH comenzó el desarrollo de un primer sensor de nivel continuo que más adelante resolvió el problema de la medición en los modelos a escala del Malecón de La Habana]] y de los pedraplenes de Cayo Coco y Cayo Santa María. Se convirtió así en un elemento exportable que se instaló en los laboratorios docentes que el centro desarrolló en universidades de otros países. 
A partir de esta primera experiencia se han desarrollado y aplicado en Cuba y en el extranjero 6 tipos de sensores,  un pluviógrafo automatizado y un equipo para registro, visualización y almacenamiento de variables hidráulicas in situ. En paralelo con este aspecto electrónico comenzó el desarrollo de la informática aplicada a los sistemas de adquisición, filtrado y procesamiento de la información proveniente de sensores que miden variables hidráulicas tanto en tiempo real como en tiempo diferido y en esta dirección se han obtenido desde el año 1986 resultados aplicados nacional e internacionalmente. 
Con las experiencias obtenidas de sus aplicaciones en Cuba y en el extranjero, a partir del año 2004, se integran estos resultados con los obtenidos en la modelación matemática de inundaciones provocadas por intensas lluvias, de fuentes de abasto superficiales y subterráneas, de sistemas de abasto por redes de ductos cerrados a presión o abiertos y cerrados a conducción libre, produciendo lo que se ha denominado Plataforma Modular Integrada para los Recursos Hidráulicos (PMIRH), lo que incrementa su capacidad de respuesta al integrarse a ella las estrategias de decisión para cada uno de los problemas tratados en lo que se denomina Sistema de Gestión para los Recursos Hidráulicos (SGRH) .

## Fundadores del CIH
1. Diosdado Fernando Pérez Franco
2. José Bienvenido Martínez Rodríguez
3. Norberto Venerando Marrero de León
4. Rafael Rolando Vigoa Hernández
5. Alcides Juan León Méndez
6. Elio Rodríguez Palau
7. Wilfredo Pérez
8. Juan Pérez Piedra
9. Ignacio Vicente Allende Abreu
10. José Macías González
11. Armando Estopiñán Pérez
12. Evelio López-Gavilán del Rosario
13. Luis Sotto Andraca
14. Carlos March Álvarez-Muñoz
15. Pedro Luis Dorticós del Río
16. Modesto Viego Pérez
17. Cristina Xiomara Chiong Rojas
18. Raúl Suárez Rodríguez

## Directores del CIH
- Diciembre de 1969– José Manuel Macías González
- Diciembre de 1969- junio de 1970- Pedro Luis Dorticós del Río
- Julio de 1970 – diciembre de 1974- Rafael Rolando Vigoa Hernández
- Diciembre de 1974 - diciembre de 1975- Luis Sotto Andraca
- Diciembre de 1975 - agosto de 1976- Rafael Rolando Vigoa Hernández
- Septiembre de 1976 - mayo de 1979- Norberto Venerando Marrero de León
- Mayo de 1979 – diciembre de 1979 – Raúl Suárez Rodríguez
- Enero de 1980 – septiembre de 1980 - Félix Riaño Valle
- Septiembre de 1980 - noviembre de 1982 - Alcides Juan León Méndez
- Diciembre de 1982 - agosto de 1985- Norberto Venerando Marrero de León
- Septiembre 1985 - febrero 1995- Alcides Juan León Méndez
- Marzo 1995 - octubre de 2002- Haydée Llanusa Ruiz
- Noviembre de 2002 - mayo de 2010- Rafael Antonio Pardo Gómez
- Mayo de 2010 – marzo de 2011– Orestes Arsenio González Díaz
- Marzo de 2011 – marzo de 2012– Ronnie Torres Hugues
- Abril de 2012 – abril de 2014– Jorge Ramírez Beltrán
- Mayo de 2014 – diciembre de 2014– Yakelin Rodríguez López
- Enero de 2015 – enero de 2015 – Yaset Martínez Valdés
- Febrero de 2016 – enero de 2017 - Rafael Antonio Pardo Gómez
- Febrero de 2017 – actualidad- Yoermes González Haramboure

## Principales reconocimientos y distinciones colectivas recibidas por el CIH
- Centro Destacado Nacional del Sindicato Nacional de Trabajadores de la Educación, la Ciencia y el Deporte.
- Reconocimiento por el Programa de Mejoramiento de Profesores de México (PROMEP) al Programa de Maestría en Ingeniería Hidráulica, en el 1996.
- Otorgamiento de la condición de Programa de Excelencia por la Asociación Universitaria Iberoamericana de Posgrado (AUIP) al Programa de Maestría en Ingeniería Hidráulica en el año 1997, otorgado por primera vez en la historia de la AUIP.
- Reconocimiento por el Programa Hidrológico Internacional (PHI) a la Maestría en Ingeniería Hidráulica, en 1998.
- Reconocimiento por el Programa de Mejoramiento de Profesores de México(PROMEP) de México en octubre de 1999.
- Otorgamiento de la calificación como Programa de Excelencia por el Ministerio de Educación Superior al Programa de Maestría en Ingeniería Hidráulica, en el año 2001. Otorgado por primera vez en la historia del MES.
- Mención de Honor a la Calidad del Posgrado otorgado por la Asociación Universitaria Iberoamericana de Posgrado al Programa de Maestría en Ingeniería Hidráulica, en el año 2002, otorgado por primera vez en la historia de la AUIP.
- Otorgamiento de la calificación como Programa de Excelencia por el Ministerio de Educación Superior a la Carrera Ingeniería Hidráulica, en el año 2004. Otorgado por primera vez en la historia del MES a una Carrera de Ciencias técnicas.
- Ratificación de la calificación como Programa de Excelencia por el Ministerio de Educación Superior al Programa de Maestría en Ingeniería Hidráulica, en el año 2009.
- Acreditación por el Ministerio de Educación Superior al Programa de Doctorado en Ciencias Técnicas, especialidad Hidráulica. Segundo de su tipo que recibe esa distinción en el campo de las ciencias técnicas.
- Acreditación por el Ministerio de Educación Superior al Programa de Maestría en Manejo Integral del Agua, en el 2009.
- Ratificación de la calificación como Programa de Excelencia por el Ministerio de Educación Superior a la Carrera Ingeniería Hidráulica, en el año 2010.